# 錫比烏縣米耶爾庫雷亞

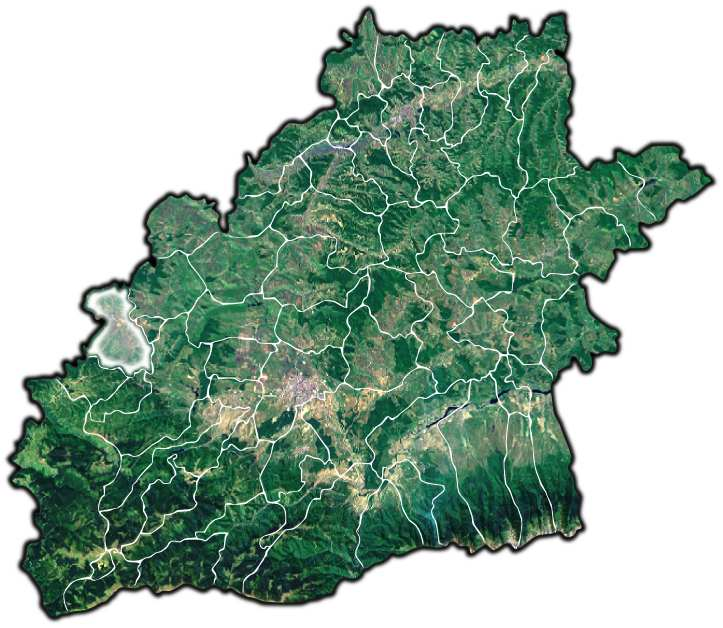

錫比烏縣米耶爾庫雷亞是羅馬尼亞的城市，位於該國中部，距離首府錫比烏公里，由錫比烏縣負責管轄，面積85.12平方公里，海拔高度345米，2011年人口3,792。

## 外部連結
- （英文） page on www.sibiu.hermannstadt.ro/
- （罗马尼亚文） history page on County Council website
- （罗马尼亚文） info page on County Council website
- （德文） Transylvanian Saxons （页面存档备份，存于） of Reußmarkt (Miercurea Sibiului)